# Cochirleanca, Buzău
Cochirleanca este satul de reședință al comunei cu același nume din județul Buzău, Muntenia, România.

## Istorie și etimologie
Satul Cochirleanca a apărut în anul 1830 sub numele de Găgeanu, de la numele primului locuitor – Ion Găgeanu, un cioban venit aici de prin părțile Vișanilor și Jirlăului (județul Brăila). Ulterior, s-a numit Regele Carol al II-lea și, în cele din urmă, Cochirleanca, după numele unei movile din nordul satului. Pe această movilă creștea în trecut, când nu era arată, o specie de ciupercă comestibilă numită cochirlă sau cocârlă (Marasmius scorodonius), cu pălăria galben-roșcată și cu gust de usturoi.

## Personalități
- Dan Alexe (n. 23 ianuarie 1961)